# Ergernis Top 10 in het verkeer
De Ergernis Top 10 in het verkeer wordt jaarlijks vastgesteld door het KLPD op basis van een enquête. De lijst geeft een beeld van verkeersgedragingen waar de Nederlandse burger zich het meest aan ergert. De Ergernis Top 10 is een leidraad voor de politie voor het aanpakken van ergelijk en gevaarlijk rijgedrag.

## 2010
De lijst van 2010 bevat de volgende tien ergernissen:
1. Bumperkleven
2. Met alcohol op rijden
3. Agressief rijgedrag
4. Onnodig links rijden
5. Langzaam rijden
6. Langdurige inhaalmanoeuvres
7. Hinder bij in- en uitvoegen
8. File voorbijrijden over vluchtstrook
9. Hinderen bij wisselen rijstrook
10. Onjuist gebruik richtingaanwijzer

Onjuiste verlichting, rechts inhalen, te hard rijden bij wegwerkzaamheden en inhalende vrachtwagens zijn verdwenen uit de top 10 in vergelijking met 2009.

## 2009
De lijst van 2009 bevat de volgende tien ergernissen:
1. Onnodig links rijden
2. Bumperkleven
3. Te lage snelheid
4. Onjuiste verlichting voeren
5. Inhalende vrachtauto’s
6. Richtingaanwijzer niet/onjuist gebruiken
7. Rechts inhalen
8. Onjuist in- of uitvoegen
9. Afwijkend gedrag door alcohol en drugs
10. Te hard rijden bij wegwerkzaamheden

Deze lijst komt overeen met die van 2007.